# Zamek Harburg
Zamek Harburg (niem. Burg Harburg) – zabytkowy zamek nad miastem Harburg (Schwabia, Bawaria).
Zamek po raz pierwszy wzmiankowany był w 1150. Pod koniec XIII w. przeszedł w ręce rodziny Oettingen (1299) jako zastaw cesarski i w 1418 został ich własnością. W latach 1493-1549 służył jako główna rezydencja hrabiów Oettingen, którzy od 1674 byli książętami. Wraz z wygaśnięciem linii Oettingen-Oettingen w 1731 warownia trafiła do rodziny Oettingen-Wallerstein, która w 2000 przekazała obiekt fundacji non-profit domu książęcego. Na ścianach zamku znajdują się herby Grafa Gottfrieda Zu Oettingena (1554–1622) z inicjałami G.G.Z.O. i datami 1594 oraz 1595.

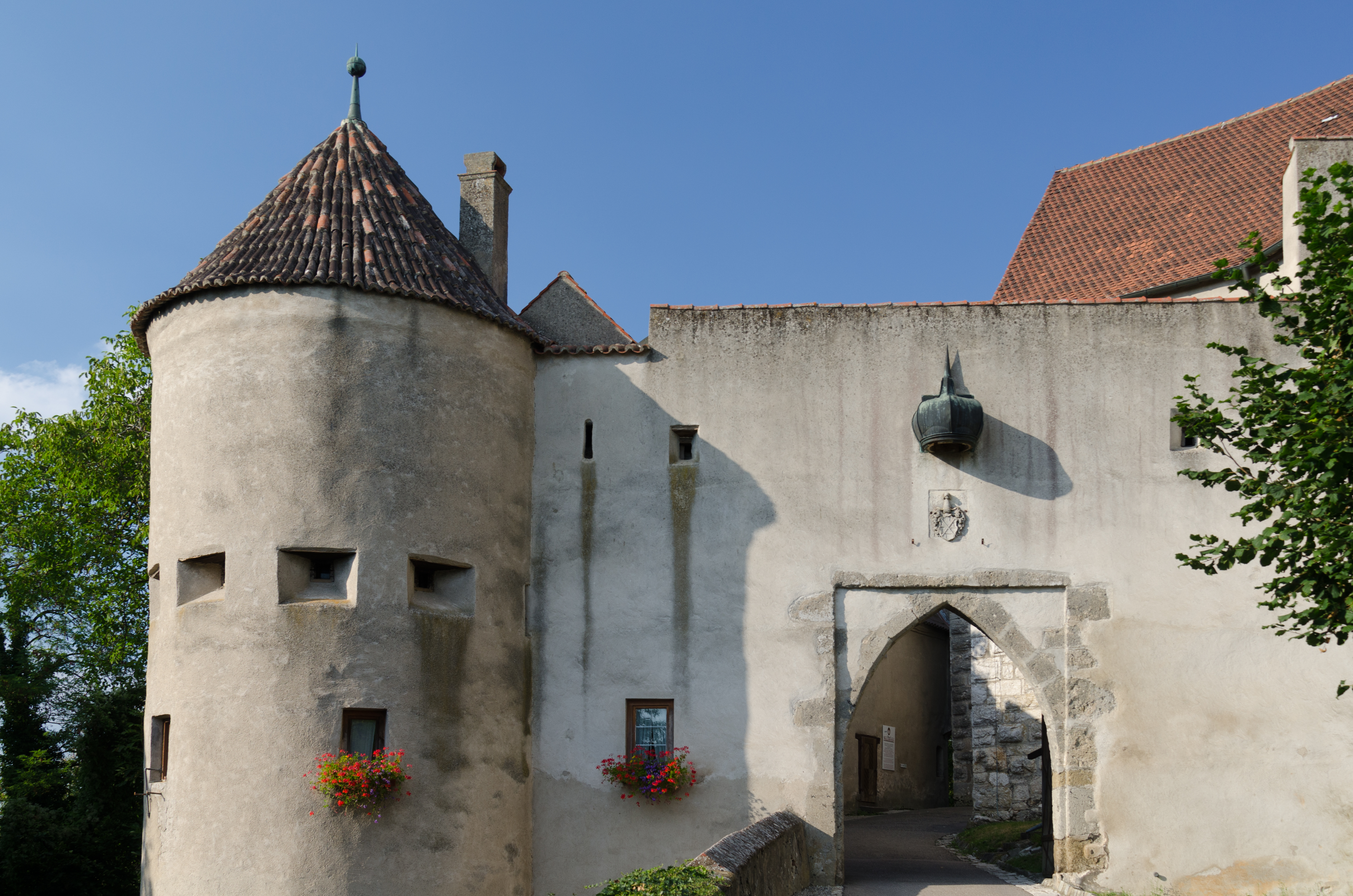
Dolna brama z herbem zu Oettingen
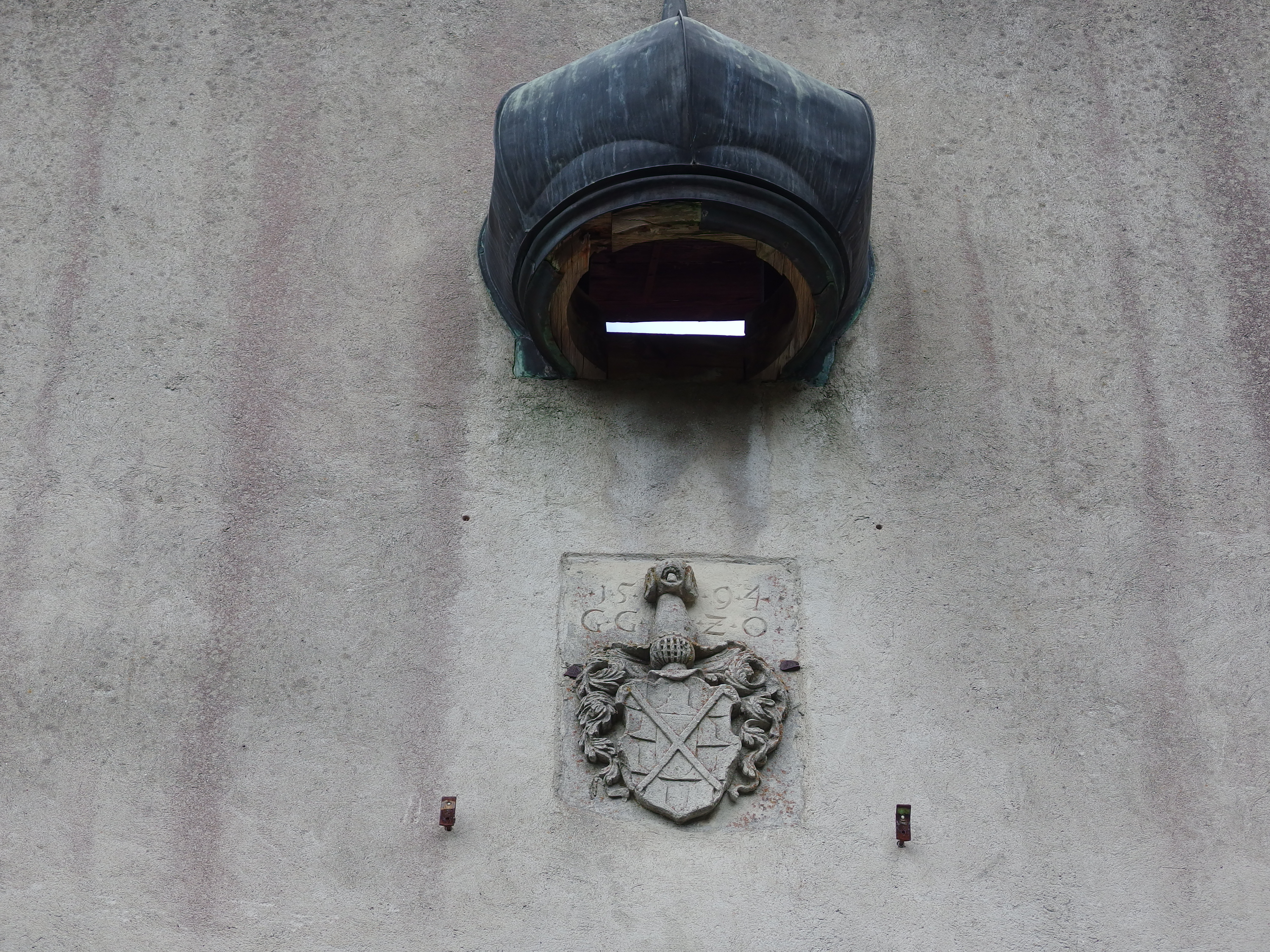
Herb Gottfrieda zu Oettingena, rok 1594
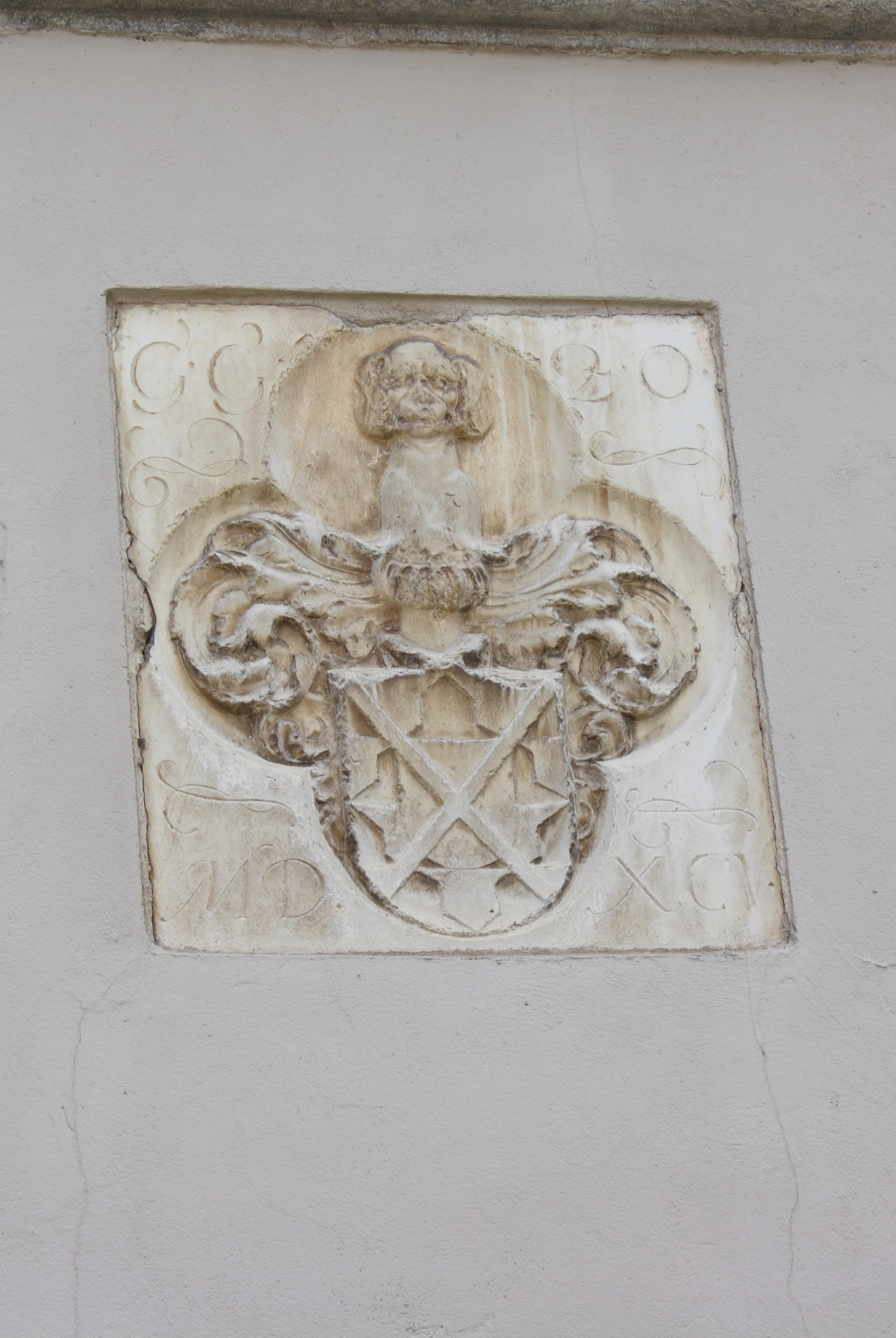
Herb Gottfrieda zu Oettingena, rok 1595
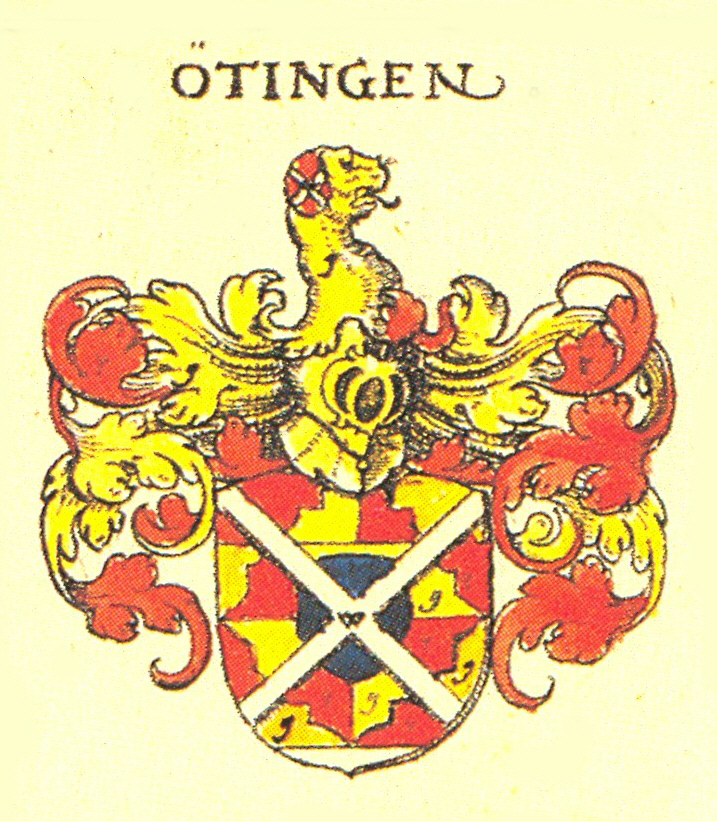
Herb zu Oettingen
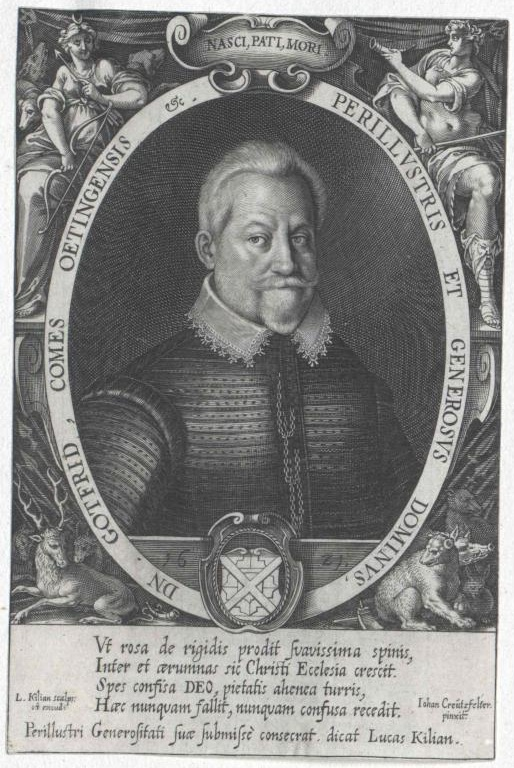
Graf Gottfried zu Oettingen (1554–1622)